# باتريكا
باتريكا هي كومونا(بلدية) على قمة تلِ في مقاطعة فروزينوني في إقليم لاتسيو الإيطالية.

## الإِقلِيم
تقع بلدة باتريكا على بعد حوالي 70 كيلومتر (43 ميل) جنوب شرق روما وحوالي 10 كيلومتر (6 ميل) جنوب غرب فروزينوني. وتبلغ مساحتها 450 مترًا فوق سطح البحر على مرتفعات تلٍ يقع بالقرب من جبال ليبيني، وهي في موقع بارز ويطل أيضاً على وادي ساكو. وتقع باتريكا على حدود كلاً من: بلدية كيكانو وفروزينوني (عاصمة المقاطعة) وجوليانو دي روما وسوبينو.

## التاريخ
وتعد أصول بلدة باتريكا ليست معروفة، فقبيل التوسع الروماني، كان يسكن المنطقة المحيطة شعوب إيطالية تتحدث لغات أوسكو أمبريان، وأطلق عليها الرومان اسم باتريكوم . ويدل على وجودهم أنقاض قنوات المياه في المنطقة، والعديد من الفِلل الأرستقراطية التي كانت تقع أسفل المدينة.
وكانت في العصور الوسطى وفي العصر الحديث جزءًا من الدولة البابوية، وتتشارك الأحداث التاريخية لروما، ومن ثم أصبحت جزءًا من مملكة إيطاليا في عام 1870.
وخلال القرن العشرين، هاجر العديد من السكان من باتريكا إلى أليكويبا ، بنسلفانيا، في الولايات المتحدة الأمريكية، للعمل في مصانع المواد الصلبة: كشركة لافين وجونز للصلب (J&L) في أليكوبيا. كما هاجروا أيضاً إلى بلدة أمبريدج التي تقع عبر نهر أوهايو مباشرة من أليكويبا للعمل في المصانع في وحول أمبريدج وكما في كلا من لافين وجونز؛ وأمريكان بريدج، وويكوف، وإيه إم بايرز، وبيثلهم للحديد، إلخ. وتستمر الجالية الإيطالية هناك في الاحتفال كل شهر أغسطس بعيد سان روكو، قديس باتريكا الشفيع. 

## جبل كاكومي
جبل «كاكومي» (مشتق من الكلمة اللاتينية للقمة، أو الرأس)، ومذكور في القسم الرابع من جزء «المطهر» في الكوميديا الإلهية للكاتب دانتي: (موندازي إن بيسمانتوفا إي يو كاكومي) ، ويقع الجبل جنوب غرب باتريكا. وفي عام 1903، نُصب صليب يبلغ ارتفاعه 14 متر (46 قدم) ، ويزن400 طن متري (400,000 كـغ) على قمة الجبل. 